# Trillium maculatum
Trillium maculatum là một loài thực vật có hoa trong họ Melanthiaceae. Loài này được Raf. miêu tả khoa học đầu tiên năm 1830.